# Abraham Mar Ephiphanios
Abraham Mar Ephiphanios (Epifaniusz) – duchowny Malankarskiego Kościoła Ortodoksyjnego, w latach 2009–2022 biskup Sultan Bathery, od 2022 biskup Mavelikara. Sakrę otrzymał 9 lutego 2009.